# Lampeland Station
Lampeland Station (Lampeland stasjon) var en jernbanestation på Numedalsbanen, der lå ved byområdet Lampeland i Flesberg kommune i Norge.
Stationen åbnede 20. november 1927, da banen blev taget i brug. Den blev nedgraderet til ubemandet trinbræt 1. januar 1971, og i 1980 fik den status som sidespor med trinbræt. Persontrafikken på banen blev indstillet 1. januar 1989, hvorved stationen blev nedlagt.
Stationsbygningen blev opført i 1924 efter tegninger af NSB Arkitektkontor. Den er i nyere tid blevet solgt fra til private.